# Macedonia na Mistrzostwach Świata w Lekkoatletyce 2011
Macedonia na Mistrzostwach Świata w Lekkoatletyce 2011 – Macedonia podczas czempionatu w Daegu była reprezentowana przez 1 zawodniczkę.

## Występy reprezentantów Macedonii

### Kobiety

#### Konkurencje biegowe
| Konkurencja   | Zawodniczka  | Runda 1  | Runda 1 | Runda 2  | Runda 2 | Półfinał | Półfinał | Finał    | Finał   |
| Konkurencja   | Zawodniczka  | Rezultat | Pozycja | Rezultat | Pozycja | Rezultat | Pozycja  | Rezultat | Pozycja |
| ------------- | ------------ | -------- | ------- | -------- | ------- | -------- | -------- | -------- | ------- |
| Bieg na 100 m | Iwana Rożman | 12,48    | 14 q    | 12,44    | 50      |          |          |          |         |